# Slavonske Bare
Slavonske Bare falu Horvátországban Verőce-Drávamente megyében. Közigazgatásilag Izdenchez tartozik.

## Fekvése
Verőcétől légvonalban 50, közúton 60 km-re délkeletre, községközpontjától 2 km-re északra, Szlavónia középső részén, a Drávamenti-síkságon, Izdenc és Obradovci között, a Vučica-patak partján fekszik.

## Története
A település feltehetően a 16. században török uralom idején keletkezett Boszniából érkezett katolikus vallású sokácok betelepítésével, akik a környező földeket művelték meg. 1564-ben „Bara” néven a raholcai uradalomhoz tartozó települések között említik. Szlavónia területével együtt az 1683 és 1699 közötti háború során szabadult fel a török uralom alól. 1698-ban „Pagus desertus Bara”  alakban lakatlan településként szerepel a török uralom alól felszabadított települések között. 1722-ben III. Károly király a raholcai uradalommal együtt gróf Cordua d' Alagon Gáspár császári tábornoknak adományozta. 1730-ban Pejácsevich Antal, Miklós és Márk vásárolták meg tőle, majd 1742-ben a raholcai uradalommal együtt a Mihalovics családnak adták el.
Az első katonai felmérés térképén „Dorf Barre” néven találjuk. Lipszky János 1808-ban Budán kiadott repertóriumában „Barre” néven szerepel. Nagy Lajos 1829-ben kiadott művében „Barre” néven 42 házzal, 13 katolikus és 227 ortodox vallású lakossal találjuk. 1857-ben 314, 1910-ben 310 lakosa volt. 1910-ben a népszámlálás adatai szerint lakosságának 66%-a szerb, 20%-a horvát, 9%-a magyar anyanyelvű volt. Verőce vármegye Nekcsei járásának része volt. Az első világháború után 1918-ban az új szerb-horvát-szlovén állam, majd később (1929-ben) Jugoszlávia része lett. 1991-ben lakosságának 51%-a szerb, 37%-a horvát nemzetiségű volt. 2011-ben 170 lakosa volt.

## Lakossága
| Lakosság változása | Lakosság változása | Lakosság változása | Lakosság változása | Lakosság változása | Lakosság változása | Lakosság változása | Lakosság változása | Lakosság változása | Lakosság változása | Lakosság változása | Lakosság változása | Lakosság változása | Lakosság változása | Lakosság változása | Lakosság változása |
| ------------------ | ------------------ | ------------------ | ------------------ | ------------------ | ------------------ | ------------------ | ------------------ | ------------------ | ------------------ | ------------------ | ------------------ | ------------------ | ------------------ | ------------------ | ------------------ |
| 1857               | 1869               | 1880               | 1890               | 1900               | 1910               | 1921               | 1931               | 1948               | 1953               | 1961               | 1971               | 1981               | 1991               | 2001               | 2011               |
| 314                | 245                | 228                | 235                | 218                | 310                | 334                | 356                | 367                | 370                | 350                | 296                | 292                | 260                | 201                | 170                |